# 高城镇 (万载县)
高城镇，是中华人民共和国江西省宜春市万载县下辖的一个乡镇级行政单位。

## 行政区划
高城镇下辖以下地区：
高城村、联胜村、桥西村、烧田村、奇丰村、南庙村、桃源村、梅源村、里山村、大坪村、团结村、谷源村和复胜村。